# Glace à l'eau

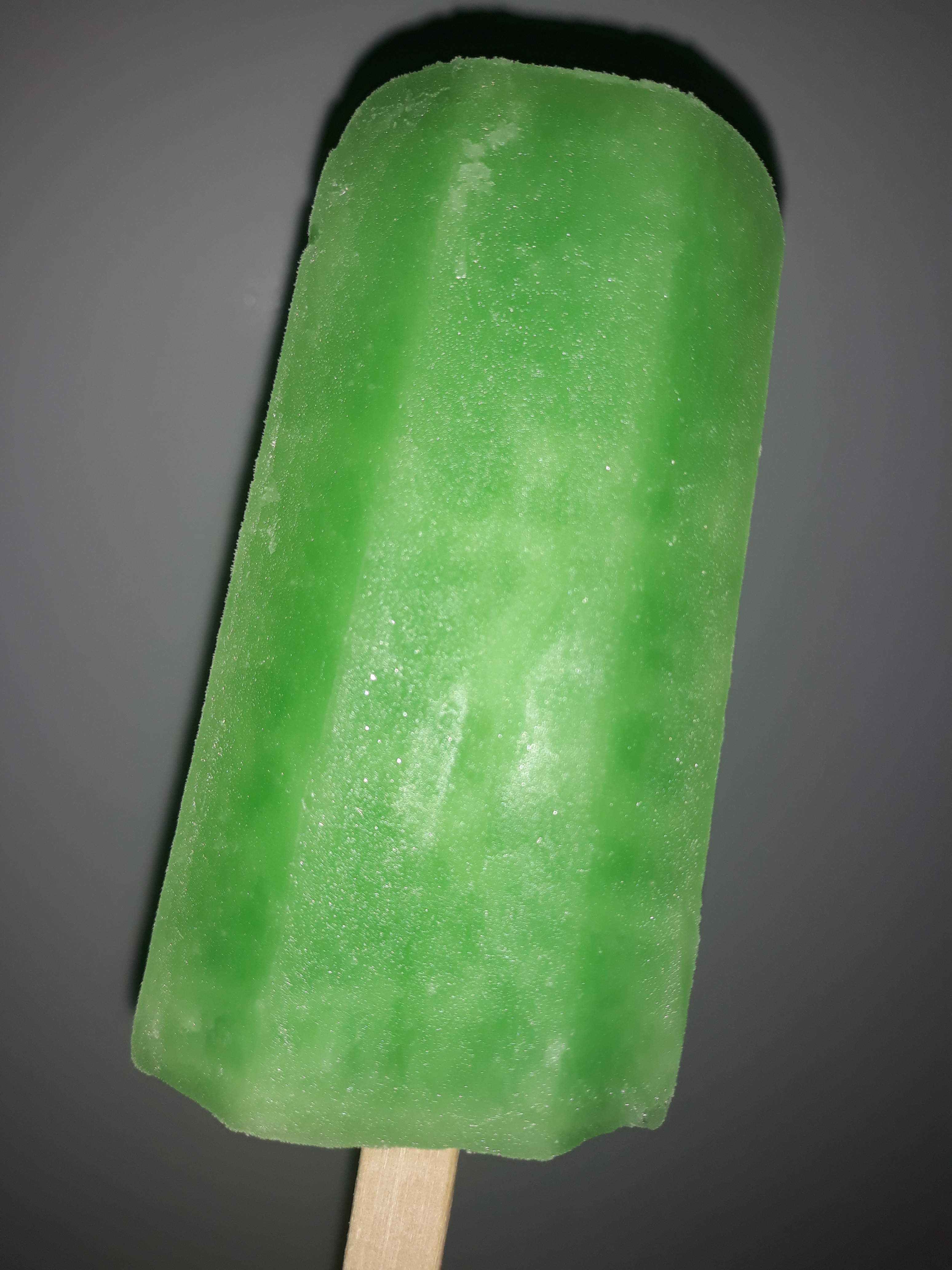
Un pop ou polo glacé au goût menthe.

Une glace à l'eau, glace au sirop, ou encore glaçon en Belgique ou polo en Corse et dans le sud de la France, et sucette glacée ou par antonomase, popsicle au Canada, est un dessert glacé constitué d'eau sucrée et englacée, mise en forme d'un palet plus ou moins rectangulaire, emmanché sur un bâtonnet généralement de bois ; le plus souvent, l'eau est colorée et aromatisée. L’appellation américaine pop ice est également courante en Europe.

## Composition et méthodes d'obtention

### Ménagère
Il faut mélanger de l'eau et un sirop, puis verser le mélange dans des moules individuels. Un bâtonnet de bois est plongé dans le liquide. L'ensemble est placé au congélateur au moins trois heures.

## Commerce
Dans ses formes commerciales, la glace à l'eau est parfois vendue dans un tube en plastique ou en carton, ou bien au bout d'un manche en bois, en plastique, voire un manche mangeable (en réglisse par exemple). Différentes entreprises vendent ce type de glace : aux États-Unis et au Canada, les marques commerciales les plus populaires sont Popsicle, Otter Pops, Fla-Vor-Ice, Chilly Willy, Foxy Pop et Mr. Freeze. En Europe, c'est surtout Mr. Freeze.

### Glaces emblématiques
La Fusée (ou Rakete) est une glace à l'eau qui a été conçue en 1969 par l'usine Frisco de Goldach dans le canton de Saint-Gall en Suisse. Elle rend hommage à la mission Apollo 11 qui a conquis la Lune. Inspirée par la fusée Saturne V de la Nasa, elle se compose de trois étages : il y d'abord l'arôme orange (base), l'étage ananas, puis le dernier module, la fameuse pointe en chocolat. Toujours disponible sur le marché aujourd'hui, produite et vendue par de nombreuses marques de glaces en Suisse et ailleurs, elle est un modèle classique qui s'est fortement ancré dans l'imaginaire collectif.

## Utilisation dans une œuvre
En 1975, Michel Jonasz, interprète la chanson Les vacances au bord de la mer, qui contient ces paroles :

« Alors on regardait les bateaux

On suçait des glaces à l'eau

Les palaces, les restaurants

On ne faisait que passer d'vant. »